# 2004年アテネオリンピックのカザフスタン選手団
2004年アテネオリンピックのカザフスタン選手団（2004ねんアテネオリンピックのカザフスタンせんしゅだん）は、2004年8月13日から8月29日にかけてギリシャの首都アテネで開催された2004年アテネオリンピックのカザフスタン選手団、およびその競技結果。

## 概要
今大会は金メダル1個、銀メダル4個、銅メダル3個の合計40個のメダルを獲得した。

## メダル
| メダル | 選手名                 | 競技                 | 種目                      |
| ------ | ---------------------- | -------------------- | ------------------------- |
| 金     | バフチヤル・アルタエフ | ボクシング           | 男子ウェルター級          |
| 銀     | ゲンナディ・ラリエフ   | レスリング           | 男子フリースタイル74kg級  |
| 銀     | ゲオルギー・ツルツミア | レスリング           | 男子グレコローマン120kg級 |
| 銀     | ゲンナジー・ゴロフキン | ボクシング           | 男子ミドル級              |
| 銀     | セルゲイ・フィリモノフ | ウエイトリフティング | 男子77kg級                |
| 銅     | ドミトリー・カルポフ   | 陸上                 | 男子十種競技              |
| 銅     | ムヒタル・マヌキャン   | レスリング           | 男子グレコローマン66kg級  |
| 銅     | セリク・エルオフ       | ボクシング           | 男子ライト級              |